# Paracelsus (Schnitzler)

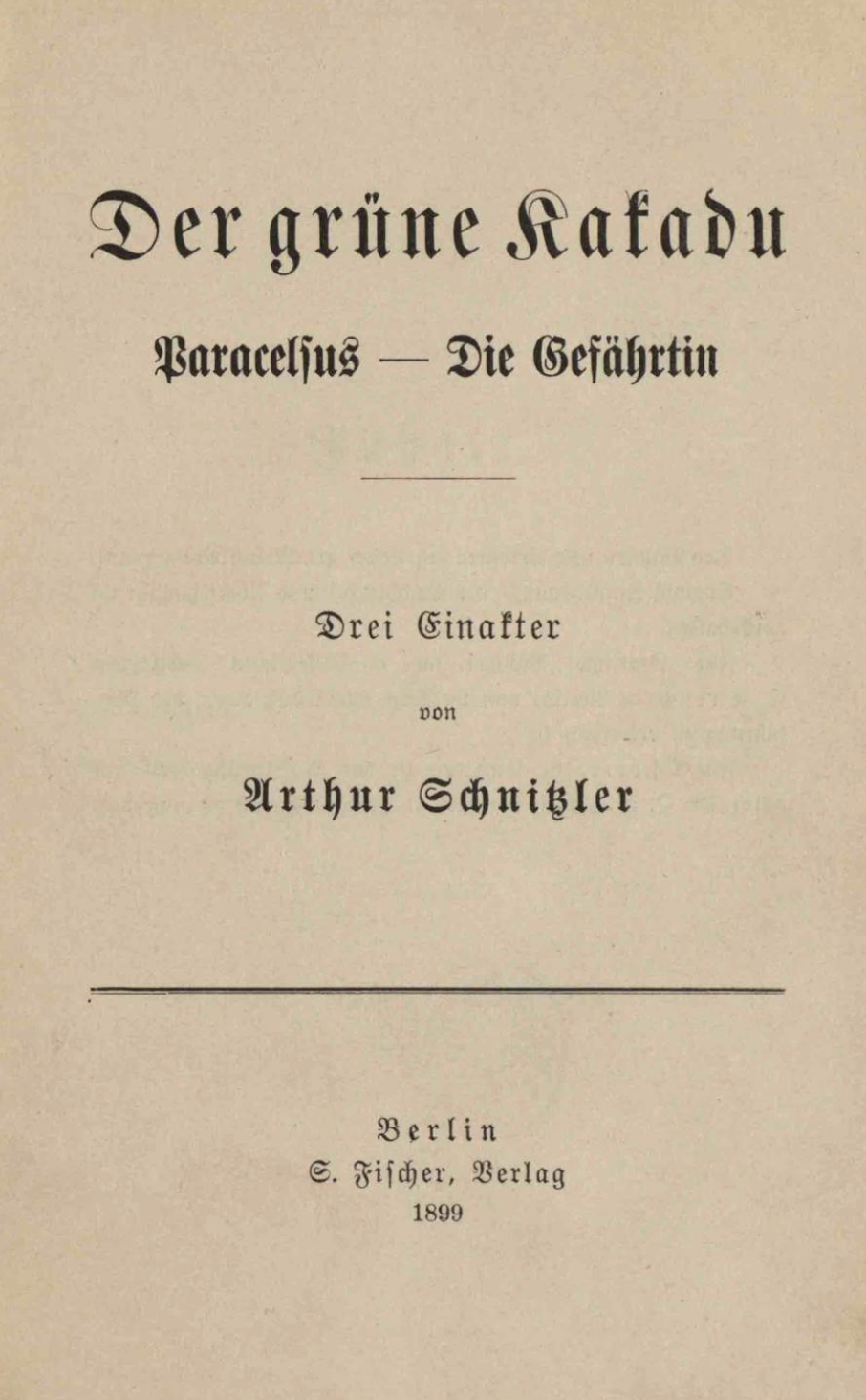
Titelblatt der Erstausgabe

Paracelsus ist ein Versspiel in einem Akt von Arthur Schnitzler, das 1898 in der internationalen Zeitschrift Cosmopolis publiziert wurde. Die Uraufführung erfolgte am 1. März desselben Jahres im Burgtheater. Die erste Buchausgabe erschien, gemeinsam mit Der grüne Kakadu und Die Gefährtin bei S. Fischer in Berlin von 1899.
Schnitzler gestaltet eine Episode aus dem Leben des Arztes und Mystikers Paracelsus.

## Zeit und Ort
Das Stück spielt an einem Junimorgen anno 1517 in Basel.

## Inhalt
Der Waffenschmied Cyprian steht in seiner Heimatstadt Basel auf dem Markt und hört dem Schwindler zu. Mit Schwindler meinen die anderen achtbaren Bürger im Umkreis des Waffenschmiedes den Mann, der lauthals Avicenna spottet, der Galen höhnt: Paracelsus. Nach 13-jähriger Abwesenheit nach Basel zurückgekehrt, bringt sein alter Freund Cyprian den Volksredner nach dessen Auftritt mit nach Hause. Der Waffenschmied lädt den Arzt zum Bleiben ein. Paracelsus soll ein Familienmitglied heilen. Der Ankömmling aber versetzt Justina, die Gattin des Hausherrn, am helllichten Tag in einen Schlaf. Als sich Justina im „bösen Traum“ – wie Cyprian sagt – der alten Zeiten vor ihrer Ehe erinnert, ist es für den Waffenschmied mit dem Spaß vorbei. Auch er schimpft nun den alten Freund einen „verdammten Gaukler“ und will ihn aus dem Haus jagen. Der Arzt, der jahrelang halb Europa bereist hat, verachtet die Sesshaften und will fort. Zuvor soll er Justina noch aus der Trance befreien.
Paracelsus gesteht, er hatte Justina einst geliebt, konnte sie aber nicht bekommen. „Weggeworfen“ wurde das schöne Mädchen an einen „Gauch“ wie den Schmied. Der Mystiker rechtfertigt seine Hypnose, und er will die Frau dem Cyprian nehmen, aber keinem geben. Der Schmied droht mit Schritten gegen den Dahergelaufenen. Aber Paracelsus hält dagegen. Er werde gar nichts tun und Justinens Traum wird ewig währen. So sagt er: „Ich bin ein Zauberer“ und hofft, er habe die Wahrheit aufgerüttelt in Justinens Herzen. Das hat er. Als Cyprian sich besinnt und erkennt, Paracelsus, der Freund, „brachte Wahrheit in dies Haus der Lügen“, macht der Gast Justina erwachen. Die Frau gibt zu, sie habe Paracelsus „wirklich liebgehabt“. Doch Justina ist froh, dass Paracelsus damals Basel verließ und will gerne bei Cyprian bleiben.

## Rezeption
- Freud[4]: „Unlängst war ich in Schnitzlers Paracelsus erstaunt, wieviel von den Dingen so ein Dichter weiss.“
- Der Typ des Außenseiters[5]: Paracelsus gehört zu den Abenteurern, die auch in manch anderem Werk Schnitzlers auffindbar sind (zum Beispiel Casanova).
- Scheible[6] weist auf die destruktive und konstruktive Komponente der psychologisierenden Textstruktur hin.
- Schnitzler beziehe sich auf eine Auseinandersetzung der Universität Basel mit Paracelsus.[7]
- Arnold gibt weiter führende Arbeiten an: Helga Schiffer (Amsterdam 1984) und G. J. Weinberger (1993).[8]

## Hörspiele
Das Versspiel wurde für den Hörfunk bearbeitet und gesendet am
- 13. Oktober 1946 unter der Regie von Cläre Schimmel vom SDR mit Christine Kayßler als Justina, Herbert Herbe als Cyprian und Michael Konstantinow als Paracelsus,
- 25. November 1968 unter der Regie von Klaus Gmeiner vom ORF-Studio Vorarlberg mit Fritz Grieb, Hedy Reichel, Helma Gautier, Philipp Zeska, Jörg Hube und Wolfgang Stendar,
- 15. August 1979 unter der Regie von Dieter Hasselblatt vom BR mit Heidelinde Weis als Justina, Wolfgang Hess als Cyprian und Rolf Boysen als Paracelsus.

### Quelle
- Arthur Schnitzler: Paracelsus. Versspiel in einem Akt. S. 219–258 in Heinz Ludwig Arnold (Hrsg.): Arthur Schnitzler: Reigen. Die Einakter. Mit einem Nachwort von Hermann Korte. S. Fischer, Frankfurt am Main 1961 (Ausgabe 2000). 602 Seiten, ISBN 3-10-073557-9

### Erstdruck
- Arthur Schnitzler: Paracelsus. Versspiel in einem Akt. Cosmopolis, Jg. 3, Bd. 12, Heft 35, November 1898, S. 489–527.

### Erstausgabe
- Arthur Schnitzler: Paracelsus. Versspiel in einem Akt. in Arthur Schnitzler: Der grüne Kakadu – Paracelsus – Die Gefährtin. S. Fischer Berlin 1899

### Sekundärliteratur
- Therese Nickl (Hrsg.), Heinrich Schnitzler (Hrsg.): Arthur Schnitzler. Jugend in Wien. Eine Autobiographie. Mit einem Nachwort von Friedrich Torberg. Fischer Taschenbuch. Frankfurt am Main 2006. 381 Seiten, ISBN 978-3-596-16852-1 (© Verlag Fritz Molden, Wien 1968)
- Hartmut Scheible: Arthur Schnitzler. rowohlts monographien. Rowohlt Taschenbuch Verlag, Reinbek bei Hamburg Februar 1976 (Aufl. Dezember 1990). 160 Seiten, ISBN 3-499-50235-6
- Michaela L. Perlmann: Arthur Schnitzler. Sammlung Metzler, Bd. 239. Stuttgart 1987. 195 Seiten, ISBN 3-476-10239-4
- Heinz Ludwig Arnold (Hrsg.): Arthur Schnitzler. Verlag edition text + kritik, Zeitschrift für Literatur, Heft 138/139, April 1998, 174 Seiten, ISBN 3-88377-577-0
- Helga Schiffer: Experiment und Ethik in Arthur Schnitzlers „Paracelsus“. In: Amsterdamer Beiträge zur neueren Germanistik 18 (1984) S. 329–357.
- Giuseppe Farese: Arthur Schnitzler. Ein Leben in Wien. 1862 - 1931. Aus dem Italienischen von Karin Krieger. C. H. Beck München 1999. 360 Seiten, ISBN 3-406-45292-2. Original: Arthur Schnitzler. Una vita a Vienna. 1862 - 1931. Mondadori Mailand 1997
- Gero von Wilpert: Lexikon der Weltliteratur. Deutsche Autoren A – Z. S. 555, 2. Spalte, 23. Z.v.u. Stuttgart 2004. 698 Seiten, ISBN 3-520-83704-8
- Jacques Le Rider: Arthur Schnitzler oder Die Wiener Belle Époque. Aus dem Französischen von Christian Winterhalter. Passagen Verlag Wien 2007. 242 Seiten, ISBN 978-3-85165-767-8